# 대한소비자인증

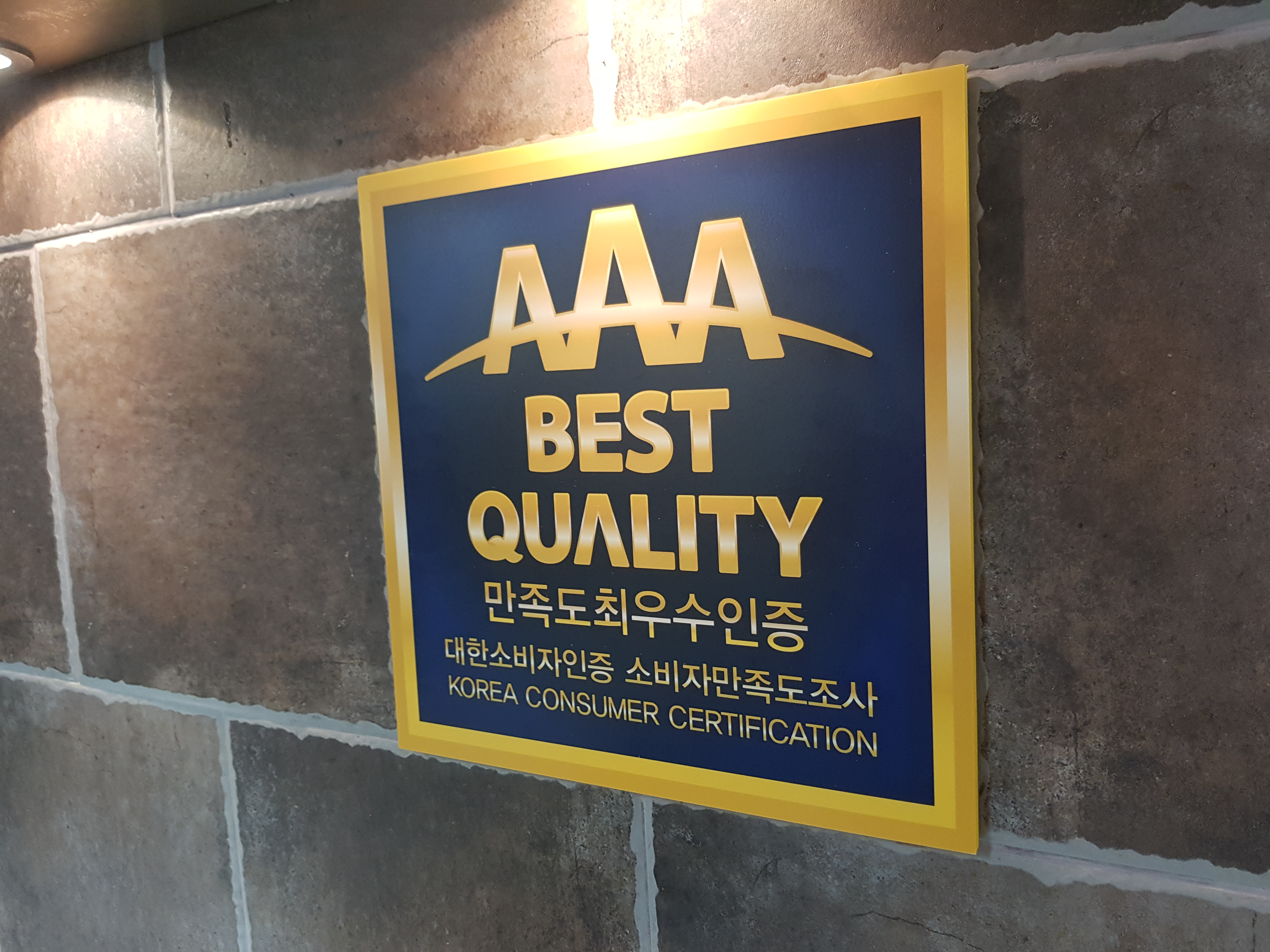

대한소비자인증(大韓消費者認證: KOREA CONSUMER CERTIFICATION)은 대한민국의 소비자만족도평가 기관이다.
소비자기본법 제4조의 소비자 입장에서 정보를 제공받고 의견을 반영하며, 단체를 조직하고 활동할 권리에 의거하여 설립되었다.
대형기업, 유명브랜드에 대한 소비자조사에 한정하지 않고, 온라인네트워크를 활용한 지역단위별 소기업, 소비자밀착형 서비스에 대한 소비자만족도조사및 평가를 전문적으로 시행하고있다.
서울에 본원을 두고 있으며 폭넓은 다양한 분야의 소비자조사를 위해 전국단위지역별로 소비자정보단을 운영하고있다.
주요업무는 다양한 분야의 소비자만족도의 조사 및 조사자료, 정책자료의 배포, 그리고 소비자만족도가 우수한 업체나 기관에 대한 인증사업을 진행하고있다.